# 仲間よ目をさませ!
「仲間よ目をさませ!」（Why Can't We Be Friends?）は、ウォーが1975年に発表した楽曲。メンバー7人は2行分のそれぞれ異なる歌詞を順番に歌い、タイトルの言葉「どうして俺たちは友だちになれないんだ？」を合唱する。

## 概要
グループが1970年代前半に日本を旅したときの経験を元に書かれた。作詞作曲のクレジットはメンバー全員とプロデューサーのジェリー・ゴールドスタイン。
2行分の短い歌詞は、ハロルド・レイ・ブラウン（ドラムズ）、ハワード・E・スコット（ギター）、チャールズ・ミラー（サックス）、ロニー・ジョーダン（キーボード）、B・B・ディッカーソン（ベース）、リー・オスカー（ハーモニカ）、パパ・ディー・アレン（パーカッション）の順番で歌われる。
1975年4月、シングルとして発表。B面は「イン・マサトラン」。同年6月発売のアルバム『Why Can't We Be Friends?』に収録される。プロモーション・フィルムも制作された。
ビルボード・Hot 100で6位を記録。R&Bチャートでも9位を記録。ビルボードの1972年の年間チャートの23位を記録し、ゴールドディスクを獲得した。
同年7月、冷戦下においてアポロ・ソユーズテスト計画が実施。アポロ宇宙船18号とソユーズ宇宙船19号がドッキングした際、NASAは米ソ友好の象徴として本作品を宇宙船内で流した。 

## スマッシュ・マウスによるカバー
本楽曲は、1996年にアメリカのポップパンクバンドスマッシュ・マウスによってカバーされ、1998年4月7日にはバンドのデビューアルバム"Fush Yu Mang"からのシングルカット第2弾として発売された。

### チャート推移（スマッシュ・マウス版）
| チャート(1998)                          | 最高位 |
| --------------------------------------- | ------ |
| オーストラリア (ARIA)                   | 67     |
| アイスランド (Íslenski Listinn Topp 40) | 19     |
| オランダ (Single Top 100)               | 89     |
| ニュージーランド (Recorded Music NZ)    | 39     |
| スペイン(AFYVE)                         | 5      |
| スウェーデン (Sverigetopplistan)        | 29     |
| US Alternative Airplay (Billboard)      | 28     |